# Буздуган Юрій Олексійович
Юрій Олексійович Буздуган — голова ради СДПУ.

## Життєпис
Народився 10 жовтня 1962 (м. Новоселиця, Чернівецька область); українець; батько Олексій Дмитрович (1939) — електромонтажник, бригадир; мати Ірина Василівна (1941) — бухгалтер; дружина Скоморощенко Олена Миколаївна (1961) — кандидат філософських наук, науковий працівник Інституту філософії НАН України.

## Освіта
Київський університет імені Тараса Шевченка, фізичний факультет (1984), викладач фізики, астроном; Інститут державного управління і самоврядування при Кабінеті Міністрі України (1993), магістр державного управління.
Березень 2006 — кандидат в народні депутати України від Блоку Лазаренка, № 3 в списку. На час виборів: викладач кафедри політології Національного університету «Києво-Могилянська академія», член СДПУ.
Квітень 2002 — кандидат в народні депутати України від СДПУ, № 1 в списку. На час виборів: голова Ради СДПУ.
Березень 1998 — кандидат в народні депутати України, виборчій округ № 216, м. Київ. З'явилось 59,8 %, «за» 0,9 %, 17 місце з 24 претендентів. На час виборів: народний депутат України, член СДПУ.
Березень 1998 — кандидат в народні депутати України від СДПУ, № 1 в списку.
Народний депутат України 2-го скликання з квітня 1994 (2-й тур) до квітня 1998, Новоселицький виборчій округ № 438, Чернівецька область, висунутий виборцями. Голова Комітету з питань соціальної політики та праці.
- З 1984 — на кафедрі астрономії Київського університету імені Тараса Шевченка.
- З 1990 — депутат Шевченківської райради міста Києва, голова постійної комісії, а згодом і райвідділу з питань освіти, молоді та спорту.
- З жовтня 1990 — секретар правління ОСДПУ.
- З 1991 — завідувач відділу виконкому Шевченківської райдержадміністрації.
- Навчання в Інституті державного управління і самоврядування при Кабінеті Міністрів України, стажування у Франції (Міністерство економіки і фінансів).
- З вересня 1993 — керівник підвідділу міжнародної торгівлі та іноземних інвестицій Антимонопольного комітету України.
- Грудень 1998–1999 — голова президії громадського комітету підтримки Олександра Мороза.

Член відділу наглядної агітації та пропаганди Громадянського комітету захисту Конституції «Україна без Кучми» (з лютого 2001).
Володіє французькою та молдавською мовами.
Захоплення: книги, футбол.